# Mark Wayne Chase
Mark Wayne Chase (1951) es un botánico inglés, de origen estadounidense.

## Biografía
Se especializa en orquídeas y sobre todo es conocido por su trabajo en filogenia vegetal.
Participa activamente del Angiosperm Phylogeny Group y es uno de los autores principales de la clasificación APG (1998) y de la clasificación APG II (2003).
Según el IK, es autor de 2031 nuevos nombres científicos.
El profesor Chase es el curador del laboratorio Jodrell, en el seno del Kew Gardens.

## Algunas publicaciones
- l.i. Cabrera, g.a. Salazar, m.w. Chase, s.j. Mayo, j. Bogner, p. Dávila. 2008. Phylogenetic relationships of aroids and duckweeds (Araceae) inferred from coding and noncoding plastid DNA. Am. J. of Botany 95: 1153—1165

- m.w. Chase, m.f. Fay, d.s. Devey, o. Maurin, n. Rønsted, t.j. Davies, y. Pillon, g. Petersen, o. Seberg, m.n. Tamura, c.b. Asmussen, k. Hilu, t. Borsch, j.i. Davis, d.w. Stevenson, j.c. Pires, t.j. Givnish, k.j. Sytsma, m.a. McPherson, s.w. Graham, h.s. Rai. 2006. Multigene analyses of monocot relationships: a summary. Aliso 22: 63-75

- m.w. Chase, l. Hanson, v.a. Albert, w.m. Whitten, n.h. Williams. 2005. Life history evolution and genome size in subtribe Oncidiinae (Orchidaceae). Ann. of Botany 95: 191—199

- m.w. Chase, n. Salamin, m. Wilkinson, j.m. Dunwell, r.p. Kesanakurthi, n. Haidar, v. Savolainen. 2005. Land plants and DNA barcodes: short-term and long-term goals. Philosophical Trans. of The Royal Soc. B: Biological Sci. 360: 1889—1895

- m.w. Chase, k. Bremer, b. Bremer, m. Thulin, p.f. Stevens, d.e. Soltis, p.s. Soltis, j. Reveal. 2003. An update of the Angiosperm Phylogeny Group classification for the orders and families of flowering plants: APG II. Bot. J. Linn. Soc. 141: 399—436

- a.m. Pridgeon, m.w. Chase, p.j. Cribb, f.n. Rasmussen. 2001, 2003. Genera Orchidacearum, vols. 2 & 3. Oxford Univ. Press. Pp 416 + 359

- n. Wikström, v. Savolainen, m.w. Chase. 2001. Evolution of the angiosperms: calibrating the family tree. Proc. Roy. Soc. Lond. Ser. B, Biol. Sci. 268: 2211—2220

- m.w. Chase, k. Bremer, p. Stevens. (eds) 1998. Angiosperm Phylogeny Group (APG): An ordinal classification for the families of flowering plants. Ann. Missouri Bot. Gard. 85: 531—553

- p.s. Soltis, d.e. Soltis, m.w. Chase. 1999. Angiosperm phylogeny inferred from multiple genes: a research tool for comparative biology. Nature 402: 402—404

### Libros
- maarten j.m. Cristenhusz, mark wayne Chase, michael f. Fay. 2011. Linear Sequence, Classification, Synonymy, and Bibliography of Vascular Plants: Lycophytes, Ferns, Gymnosperms and Angiosperms. Ed. Magnolia Press, 134 pp. ISBN 1869776518

- alec m. Pridgeon, phillip j. Cribb, mark wayne Chase, finn n. Rasmussen. 2006. Genera Orchidacearum: Epidendroideae. Volumen 4, Parte 1. Editor Oxford University Press, 671 pp. ISBN 0198507127 en línea

- -----------, -------------, ------------, -------------. 2005. Genera Orchidacearum: Epidendroideae (vol. 4, parte 1). Oxford Univ. Press. 694 pp.

- mark wayne Chase, victor a. Albert. 1993. Phylogenetics of seed plants: an analysis of nucleotide sequences from the plastid gene rbcL. Edición reimpresa de Missouri Botanical Garden, 579 pp.

1986. A monograph of Leochilus (Orchidaceae). Volumen 14 de Systematic botany monographs. Edición ilustrada por el autor, editor Am. Soc. of Plant Taxonomists, 97 pp.
- -----------------------. 1985. A monograph of Leochilus (Orchidaceae) (México, Central America, South America). Editor The Univ. Of Michigan, 175 pp.